# Kåsbäcken
Kåsbäcken este o arie protejată (arie specială de conservare — SAC, sit de importanță comunitară — SCI) din Suedia întinsă pe o suprafață de 10,1 ha, integral pe uscat.

## Localizare
Centrul sitului Kåsbäcken este situat la coordonatele 63°30′00″N 14°15′25″E / 63.5001°N 14.257°E.

## Înființare
Situl Kåsbäcken a fost declarat sit de importanță comunitară în iulie 2000 pentru a proteja 1 specie de plante. Situl a fost protejat și ca arie specială de conservare în martie 2011.

## Biodiversitate
Situată în ecoregiunea boreală, aria protejată conține 4 habitate naturale: Taiga vestică, Mlaștini turboase de tranziție și turbării mișcătoare, Mlaștini alcaline, Păduri fino-scandinave bogate în ierburi cu Picea abies.
La baza desemnării sitului se află o specie protejată de  plante: papucul doamnei (Cypripedium calceolus).